# الهيئة العامة للموانئ البرية والجافة (مصر)
الهيئة العامة للموانئ البرية والجافة هي هيئة حكومية مصرية تابعة لوزارة النقل، تأسست في عام 1996 تحت اسم «الهيئة العامة للموانئ البرية»، وهي الجهة الحكومية المسئولة عن إنشاء وإدارة الموانئ البرية والجافة والمراكز اللوجستية داخل مصر، تمتلك الهيئة سبعة موانئ برية، ثمانية موانئ جافة، وستة مراكز لوجستية.

## التشريعات المنظمة
- قرار رئيس الجمهورية رقم 349 لسنة 1996 بإنشاء الهيئة العامة للموانئ البرية والجافة.[5]
  - التعديلات:
    - قرار رئيس الجمهورية رقم 350 لسنة 2012.[6]
- قرار رئيس المجلس الأعلى للقوات المسلحة رقم 250 لسنة 2011 بإنشاء ميناء قسطل البري.[7]

## الجهات التابعة
تمتلك الهيئة عدة موانئ برية وجافة ومراكز لوجستية هي:

### الموانئ البرية
- ميناء السلوم البري.[9]
- ميناء طابا البري.[10]
- ميناء رفح البري.
- ميناء العوجة البري.
- ميناء رأس حدربه البري.
- ميناء قسطل البري.[11]
- ميناء أرقين البري.[12]

### الموانئ الجافة
- ميناء أكتوبر الجاف.[13]
- ميناء برج العرب الجاف.[14]
- الميناء الجاف بمدينة السادات.[15]
- الميناء الجاف بسوهاج الجديدة.[16]
- ميناء بدر الجاف.[17]
- ميناء بشتيل الجاف.
- ميناء العبور الجاف.
- الميناء الجاف بالعاشر من رمضان.[18]
- الميناء الجاف بالطور.

### المراكز اللوجستية
- المركز اللوجيستى بمدينة السادات
- المركز اللوجيستى بمدينة العاشر من رمضان
- المركز اللوجيستى بمدينة بني سويف الجديدة
- المركز اللوجيستى بمدينة دمياط الجديدة
- المركز اللوجيستى بمدينة سوهاج الجديدة.
- المركز اللوجيستى بالسادس من أكتوبر.